# Tafozoïns
Els tafozoïns (Taphozoinae) són una subfamília de ratpenats embal·lonúrids. Els animals d'aquest grup són coneguts amb el nom vulgar de «ratpenats de cua de beina». Inclouen una vintena curta d'espècies repartides en dos gèneres.
Viuen a les regions tropicals del Vell Món. La seva distribució abasta Àfrica (excepte algunes illes de l'oceà Índic, com ara Madagascar i les illes Mascarenyes), el sud i sud-est d'Àsia, Nova Guinea i Austràlia.
Els tafozoïns són, de llarg, els embal·lonúrids més grans, amb una llargada corporal d'entre 6 i 16 centímetres i un pes d'entre 10 i 105 grams.